# Ielivka, Malîn
Ielivka (în ucraineană Єлівка) este un sat în comuna Horîn din raionul Malîn, regiunea Jîtomîr, Ucraina.

## Demografie
Componența lingvistică a localității Ielivka
     Ucraineană (96,83%)
     Rusă (3,17%)
Conform recensământului din 2001, majoritatea populației localității Ielivka era vorbitoare de ucraineană (96,83%), existând în minoritate și vorbitori de rusă (3,17%).